# MOL Fehérvár FC
Fehérvár FC é um clube de futebol da Hungria fundado em 1941, baseado na cidade de Székesfehérvár. O clube utiliza as cores azul e vermelho. entre 2006 e 2010, o clube ficou conhecido como Fehérvar FC ou simplesmente Fehérvar (por ser da cidade de  Székesfehérvár). O MOL Vidi joga atualmente as suas partidas no MOL Aréna Sóstó. O clube venceu a Copa da Hungria em 2006 e 2019. Atualmente joga na Soproni Liga.
O clube anunciou seu novo nome para vigorar a partir de 1º de julho, que levará o patrocinador na nomenclatura.

## Conquistas
- Campeonato Húngaro: 3
  - 2010–11, 2014–15, 2017–18
- Copa da UEFA (vice-campeão) :
  - 1984/1985[1]

- Copa da Hungria: 2 (como Fehérvar)
  - 2005/2006, 2018/2019

- Copa da Liga Húngara: 3 (1 como Fehérvar)
  - 2008/2008, 2008/2009, 2011/2012

- Supercopa Húngara: 2
  - 2011, 2012
- Segunda Divisão Húngara: 2
  - 1968/1969, 1999/2000[carece de fontes?]